# Olympische Sommerspiele 1964/Teilnehmer (Kenia)
| Gelbes Symbol für Goldmedaillen mit stilisierten Olympischen Ringen | Graues Symbol für Silbermedaillen mit stilisierten Olympischen Ringen | Braundes Symbol für Bronzemedaillen mit stilisierten Olympischen Ringen |
| ------------------------------------------------------------------- | --------------------------------------------------------------------- | ----------------------------------------------------------------------- |
| —                                                                   | —                                                                     | 1                                                                       |

Kenia nahm an den Olympischen Sommerspielen 1964 in Tokio mit einer Delegation von 37 männlichen Athleten an 21 Wettkämpfen in fünf Sportarten teil.
Die kenianischen Sportler gewannen eine Bronzemedaille, was den ersten Medaillengewinn Kenias bei Olympischen Spielen bedeutete. Leichtathlet Wilson Kiprugut sicherte sich diese über 800 Meter.

## Teilnehmer nach Sportarten

### Boxen
- John Kamau
Fliegengewicht: in der 1. Runde ausgeschieden

- Philip Waruinge
Federgewicht: im Achtelfinale ausgeschieden

- Alex Oundu
Leichtgewicht: im Achtelfinale ausgeschieden

- John Olulu
Halbweltergewicht: in der 1. Runde ausgeschieden

- Gichere Gakungu
Weltergewicht: in der 1. Runde ausgeschieden

### Hockey
- 6. Platz
Saude George
Anthony Vaz
Avtar Singh Sohal
Santokh Singh Matharu
Surjeet Singh Panesar
Silvester Fernandes
Hilary Fernandes
Edgar Fernandes
Egbert Fernandes
Reynold D’Souza
Alu Mendonca
John Simonian
Krishnan Kumar Aggarwal
Amar Singh Mangat
Leo Fernandes
Tejparkash Singh Brar

### Leichtathletik
Männer
- John Owiti
100 m: im Viertelfinale ausgeschieden

- Seraphino Antao
100 m: im Vorlauf ausgeschieden
200 m: im Viertelfinale ausgeschieden

- Wilson Kiprugut
400 m: im Viertelfinale ausgeschieden
800 m: Bronze

- Peter Francis
800 m: im Vorlauf ausgeschieden

- Kipchoge Keino
1500 m: im Halbfinale ausgeschieden
5000 m: 5. Platz

- Naftali Temu
10.000 m: Rennen nicht beendet
Marathon: 49. Platz

- Chrisantus Nyakwayo
Marathon: 45. Platz

- Andrew Soi
Marathon: Rennen nicht beendet

- Kimaru Songok
400 m Hürden: im Vorlauf ausgeschieden

- Benjamin Kogo
3000 m Hindernis: im Vorlauf ausgeschieden

- Koech Kiprop
Zehnkampf: 17. Platz

### Schießen
- Leonard Bull
Schnellfeuerpistole 25 m: 44. Platz

- Alan Handford-Rice
Schnellfeuerpistole 25 m: 51. Platz

- Michael Horner
Freie Pistole 50 m: 36. Platz

- Nigel Vernon-Roberts
Kleinkalibergewehr liegend 50 m: 71. Platz

### Segeln
- Peter Cooke
Finn-Dinghy: 24. Platz